# Mystivagor mastersi
Mystivagor mastersi är en snäckart som först beskrevs av Brazier 1872.  Mystivagor mastersi ingår i släktet Mystivagor och familjen Charopidae. Inga underarter finns listade i Catalogue of Life.